# Mikkel Andersen
Mikkel Andersen (født 17. december 1988 i Herlev) er en dansk fodboldmålmand, der spiller i Fremad Amager.

## Klubkarriere
Mikkel Andersen debuterede i 2006 for Akademisk Boldklub og spillede syv kampe for klubben, mens han var 17 år.
Før sin seniordebut havde han modtaget tre invitationer fra Liverpool FC. Han var til prøvetræning hos Tottenham Hotspur og Udinese, ligesom han, under Udinese-opholdet, modtog interesse fra AC Milan.
Alle disse invitationer blev afslået, og Mikkel Andersen skrev i januar 2007 kontrakt med den engelske klub Reading FC for at udvikle sig i den engelske Football League. I den udviklingsramme (EFL) spillede han cirka 100 kampe i FA Cup, League Cup og Football League for klubberne: Torquay, Rushden & Diamonds, Brentford FC, Brighton, Bristol Rovers, Portsmouth og slutteligt hos superligaklubben Randers FC.
Mikkel Andersen blev i sit længste leje ophold hos Bristol Rovers i League One, hvor han opnåede 58 kampe, kåret til Årets Unge Spiller og nr. 3 i kategorien Årets Spiller i 2010. Han blev desuden af BBC Sport udtaget til Årets Hold i den engelske Football League af samme årsag.
Mikkel Andersen debuterede for Reading FC i 2014, men valgte at fortsætte sin karriere hos de danske mestre fra FC Midtjylland. 1. juli 2015 indgik han derfor en to-årig aftale med FC Midtjylland. I sommeren 2017 indgik han i en byttehandel mellem FC Midtjylland og Lyngby Boldklub, hvorpå han kom til den københavnske forstad.
Mikkel Andersen har for alle sine danske klubber spillet en række internationale kampe i UEFA regi, både gruppespil og finalerunde, mod bl.a. Rubin Kazan, FC Krasnodar, Legia Warzawa, Club Brugge, S.S.C.Napoli, Slovan Bratislava og Manchester United.
I midten af august 2018 blev det offentliggjort, at Andersen vendte tilbage til FC Midtjylland.

## Landsholdskarriere
Umiddelbart inden EM U21-slutrunden 2011 startede, erobrede Mikkel Andersen pladsen i det danske mål fra Jonas Lössl og stod i de tre EM-kampe. Mikkel Andersen spillede i alt 14 kampe for Danmarks U21-landshold, heraf 4 uofficielle ved den prestigefyldte Toulon-turnering i 2010, hvor han blev kåret til turneringens "Best Keeper".
Mikkel Andersen har også optrådt for både U/19- og U/20-landsholdet.